# Перли-Серту
Перли-Серту (фр. Perly-Certoux) — коммуна кантона Женева в Швейцарии. Статуса города не имеет.
Находится на границе с Францией, граничит с супрефектурой Сен-Жюльен-ан-Женевуа (в департаменте Савойя Верхняя). В Швейцарии соседствует с коммунами Бардонне, Бернекс, Конфиньон, План-ле-Отс и Сорал.